# Peter Hayes
Peter Richard Hayes (nacido el 11 de abril de 1963) es un físico y diplomático británico, que se desempeñó como Comisionado del Territorio Británico del Océano Índico y del Territorio Antártico Británico entre 2012 y 2016.

## Biografía
Estudió física en la Universidad de Surrey y luego física nuclear en el King's College de Londres en 1989. En 1990 se unió a la administración pública británica en el Laboratorio Nacional de Física, después trabajó en el Departamento de Comercio e Industria, la Oficina del Gabinete, la Oficina de Ciencia y Tecnología y el Ministerio de Relaciones Exteriores y de la Mancomunidad de Naciones. Trabajó para la Embajada del Reino Unido en Estados Unidos como Cónsul General entre 2001 y 2005.
En 2005 Hayes fue nombrado Jefe de Gabinete del Ministro de Asuntos Exteriores, sirviendo para Jack Straw, Margaret Beckett y David Miliband hasta 2007. Entre 2008 y 2010 Hayes se desmepeñó como Alto Comisionado británico en Sri Lanka, y al mismo tiempo Alto Comisionado no residente en Maldivas. Luego fue adscrito a la Bolsa de Londres como Jefe de Asuntos Públicos. En 2012 fue nombrado Comisionado del Territorio Británico del Océano Índico y Comisionado del Territorio Antártico Británico.
En cuanto a su vida personal, está casado desde 2002 con Kirsty Hayes, diplomática y embajadora británica en Portugal. Tienen un hijo y una hija.